# Torpeda Mark 37
Torpeda Mark 37 (Mk.37) – standardowa torpeda amerykańskich okrętów podwodnych przez 20 lat od 1956 roku, we flotach niektórych innych państw przetrwała aż do roku 2004. Mk.37 była pierwszą opracowaną po drugiej wojnie światowej torpedą przeznaczoną do zwalczania okrętów podwodnych (ZOP), która weszła do służby we flocie amerykańskiej.

## Opis
W 1946 roku, Pen State oraz Westinghouse utworzyły wspólny zespół którego zadaniem miało być opracowanie i rozwój konstrukcji torpedy Mark 37 - pierwszej powojennej torpedy ZOP, która wejdzie do służby w US Navy. Torpeda ta zapowiadała się jako prawdziwy przełom w technologii zwalczania okrętów podwodnych: naprowadzanie przewodowe oraz inne zaawansowane funkcje miały ją uczynić kamieniem milowym technologii zwalczania okrętów podwodnych.
Pierwsze testowe torpedy tego typu wyprodukowano w 1955 roku, podjęta potem produkcja seryjna doprowadziła do powstania ponad 3 300 sztuk tej broni, która weszła do użytku operacyjnego w 1960 roku.
|                    | MOD 0, 3                                          | MOD 1, 2                |
| ------------------ | ------------------------------------------------- | ----------------------- |
| Długość            | 11 stóp 3 cale                                    | 13 stóp 5 cali          |
| Średnica           | 19 cali (480 mm)                                  | 19 cali (480 mm)        |
| Waga               | 1430 funtów (648,6 kg)                            | 1690 funtów (766,57 kg) |
| Materiał wybuchowy | 330 funtów (150 kg) HBX                           | 330 funtów HBX          |
| Napęd              | silnik elektryczny                                | silnik elektryczny      |
| Prędkość           | utajniona                                         | utajniona               |
| Zasięg             | 9.500 jardów (8.689 m) / 23.000 jardów (21.031 m) | 9.500 jardów            |
| Naprowadzanie      | akustyczne: pasywne, aktywne                      | przewodowe              |

Mark 37 była odpalana z okrętu podwodnego na wcześniej zaprogramowany, kontrolowany przez żyroskop prosty kurs w kierunku przewidywanego punktu przechwycenia celu. Po przepłynięciu zaprogramowanego dystansu, torpeda rozpoczynała pasywno-akustyczne poszukiwanie celu z użyciem wzoru poszukiwań po torze "wężowatym" bądź okrągłym. Po wykryciu celu Mk.37 naprowadzała się na niego przy użyciu sonaru pasywnego do momentu, aż siła dźwięku odbieranego przez sonar pasywny torpedy osiągała poziom, oznaczający odległość od celu właściwą dla użycia wbudowanego w torpedę sonaru aktywnego. Po uruchomieniu tego drugiego sonaru torpeda rozpoczynała aktywne samonaprowadzanie się na cel.
US Navy określała zasięg akustycznego poszukiwania celu torpedy jako 700 jardów (640 m) jednak taka odległość wydaje się zbyt optymistyczna.